# Derrame pericárdico
Derrame pericárdico ou Derrame cardíaco é o acúmulo anormal de fluido entre as membranas que envolvem o coração, conhecidas como pericárdio. Devido ao pouco espaço, a acumulação de fluido causa aumento da pressão cardíaca e pode afetar negativamente as funções cardíacas, causando um tamponamento cardíaco. 
As respostas à injúria do pericárdio pode incluir exsudação de líquido pelas células dos folhetos, com formação de derrame pericárdico, cujas características variam segundo o agente etiológico. 
A camada externa (fibrosa) do pericárdio é resistente e elástica. A membrana interna (serosa) forma uma segunda camada em volta do coração, separada por uma película de 15 a 50ml de líquido lubrificante. Na efusão pericárdica há excesso de líquido (100ml ou mais), causado por inflamação na membrana serosa, que pode interferir no bombeamento do sangue. 

## Causas
Na maioria dos casos a inflamação das membranas que envolvem o coração (pericardite) é a causa do derrame. À medida que se torna inflamado, produz-se mais fluido. As infecções virais são uma das principais causas da inflamação podendo ser causadas por:
- Citomegalovírus
- Coxsackievirus
- Echovirus
- HIV

Outras condições que podem causar essas efusões incluem:
- Neoplasia cardíaca (mixoma, metástase, linfoma, mesotelioma, sarcoma, ...);
- Lesão do coração por cirurgia;
- Após ataque cardíaco (Síndrome de Dressler);
- Insuficiência renal com uremia;
- Doença autoimune (lúpus, artrite reumatóide, hipotiroidismo...)
- Em países subdesenvolvidos a tuberculose é uma causa importante;
- Dissecação de aorta;
- Medicamentos incluindo hidralazina (anti-hipertensivo); Isoniazida (anti-tuberculose); fenitoína (anticonvulsivante); warfarina ou heparina (anticoagulantes); quimioterapia;
- Radiação ao tórax.

Em grande número de pacientes, no entanto, o derrame pericárdico apresenta-se sem outras manifestações que indiquem uma doença subjacente. Esta condição tem sido chamada de doença pericárdica aguda primária idiopática), até que a causa seja descoberta.

## Sinais e sintomas

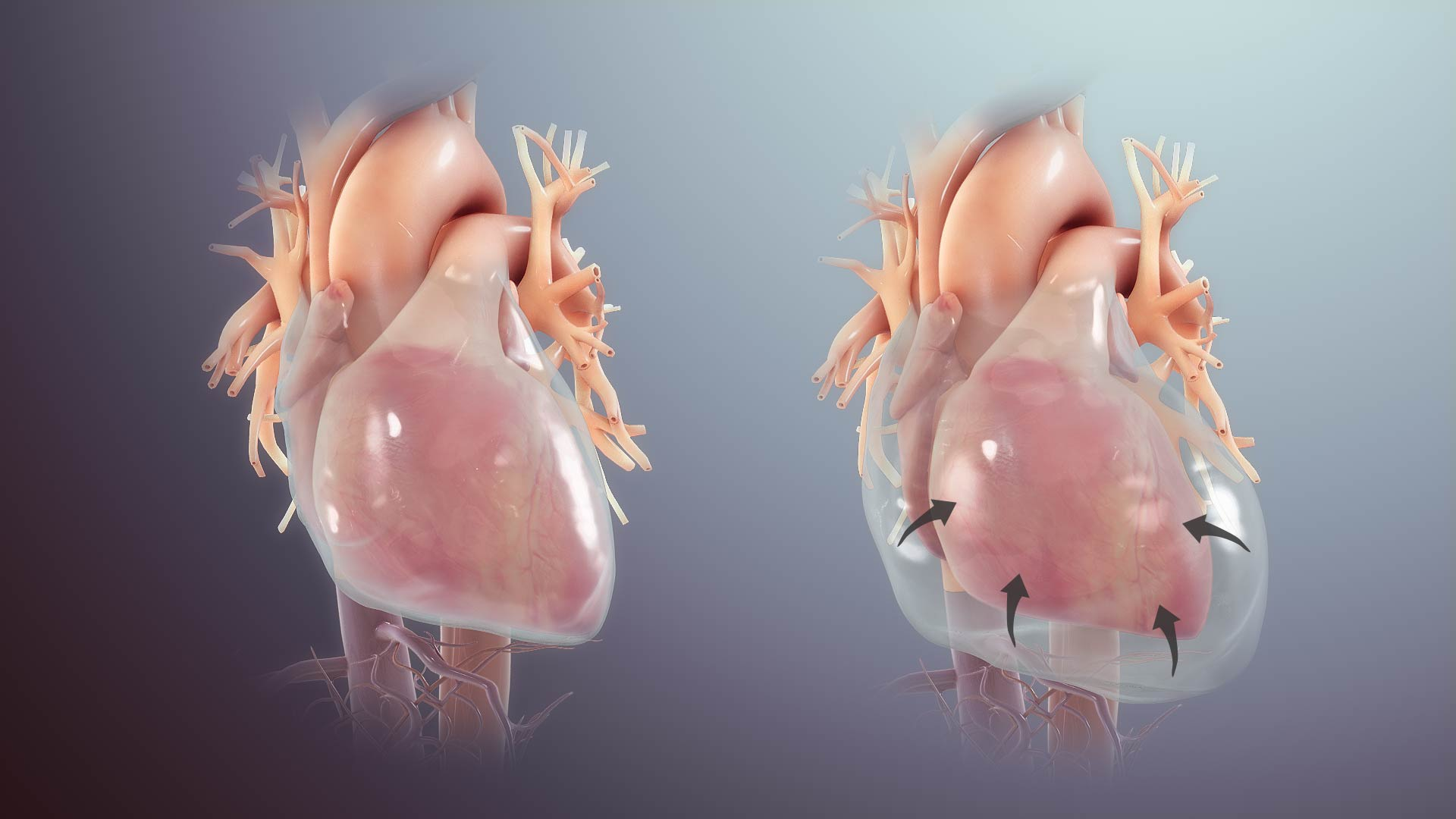
Evolução do derrame pericárdico

Grandes derrames pericárdicos se desenvolvem rapidamente e podem causar sintomas que incluem:
- Dificuldade para respirar, piora quando deitado com a barriga pra cima (decúbito supino) e melhora apoiado com a barriga para baixo (decúbito ventral), também conhecida como ortopneia;
- Dor pleurítica: intensa no centro do peito (retroesternal), pior na inspiração, não piora com o exercício, pode irradiar para as costas (trapézio) dura vários dias;
- Palpitações (sensação de que o coração está batendo rapidamente);
- Tonturas ou desmaios (síncope);
- Pele úmida e fria;

Outros possíveis sintomas menos comuns: Tosse, febre, cansaço, ansiedade,

## Diagnóstico
A abordagem diagnóstica dos pacientes com suspeita de derrame pericárdico compreende três objetivos distintos:
1. Confirmação da presença de derrame;
2. Reconhecimento de compreensão cardíaca e tamponamento;
3. Diagnóstico etiológico

### Exame clínico
As manifestações clínicas decorrentes de derrame pericárdico podem ser classificadas em quatro grupos:
- Sinais e sintomas decorrentes da doença de base;
- Manifestações provocadas pela distensão do saco pericárdico, com aparecimento de dor torácica opressiva, contínua, de características semiológicas diferentes da dor de origem pericárdica clássica causada por inflamação. A dor é mais comum em derrames pericárdicos agudos, nos quais há distensão do saco pericárdico. Pode acompanhar- se de hipertonia vagal e bradiarritmias;
- Manifestações indicativas da compressão de estruturas adjacentes, extracardíacas, incluindo disfagia (compressão esofagiana), tosse (compressão de vias aéreas), dispnéia e atelectasia pulmonar (obstrução brônquica), soluço (compressão do nervo frênico) e rouquidão (compressão do nervo larígeo recorrente).
- Manifestações decorrentes do aumento da pressão intrapericárdica com compressão cardíaca e tampanamento.

O derrame pericárdico pode ser completamente assintomático e constituir um achado ao se fazer um exame de rotina, como radiografia de tórax, ecocardiograma, tomografia de tórax ou ultrassom abdominal.
As alterações mais importantes ao exame físico são as provocadas por compressão cardíaca e tamponamento. Alguns outros sinais, no entanto, podem estar presentes. Embora sejam inespecíficos, podem contribuir para o diagnóstico de derrame pericárdico, destacando-se a hipofonese das bulhas cardíacas, o sinal de Ewart (abolição do murmúrio vesicular na região abaixo do ângulo da escápula esquerda) e estertores pulmonares localizados, decorrentes da compressão de alvéolos pulmonares.

### Exames de imagem
Raio X de tórax

No Raio X a base da silhueta do coração está aumentada como um balão de água.

Era o principal método diagnóstico de derrame pericárdico. O aumento da área cardíaca (mais que metade do diafragma), com modificações da silhueta que adquiria o aspecto de balão de água, permanecendo normais os campos pleuropulmonares, era o elemento diagnóstico mais sugestivo de derrame pericárdico. Esta possibilidade era reforçada pela ausência ou diminuição das pulsações cardíacas à radioscopia. Outros exames mais informativos e sensíveis, especialmente o ecocardiograma, estão substituindo o raio X.
Eletrocardiograma
As alterações eletrocardiográficas encontradas em pacientes com derrame pericárdico podem ser dois tipos:
- Decorrentes da Inflamação Pericárdica: Em cerca de 90% dos casos de pericardite aguda há alterações eletrocardiográficas indicativas de inflamação pericárdica, freqüente mas não necessariamente acompanhada de derrame. Numa fase inicial, surge supra desnivelamento do segmento ST, de concavidade superior, difusa (poupando apenas AVR e V1), com ondas T positivas. Em 80% dos casos acompanha-se de infra desnivelamento do segmento PR.
- Decorrentes do Acúmulo de Líquido no Saco Pericárdico: São relacionadas diretamente com a presença de derrame pericárdico, sendo a baixa voltagem de QRS a alteração mais comum.

Ecocardiograma
A sensibilidade diagnóstica do ecocardiograma é bastante elevada e quantidades tão pequenas como 20 ml de líquido pericárdico podem ser detectadas. Embora a quantificação do derrame pericárdico à ecocardiografia não seja exata, uma avaliação semiquantitativa (leve, moderado e grande) geralmente é possível e útil para a abordagem terapêutica. A localização do derrame é outro ponto importante, até mesmo para orientar o local de penetração da agulha ao se fazer pericardiocentese.
As características ecocardiográficas que acompanham o derrame pericárdico (presença ou ausência de traves de fibrina e aderências) e os folhetos pericárdicos (infiltrados, espessados, calcificados, com ou sem deslizamento adequado entre eles) podem ser importantes dos pontos de vista etiológico e terapêutico.

### Sistematização do diagnóstico etiológico do derrame pericárdico
Pacientes com derrame pericárdico confirmado à ecocardiografia devem ser submetidos a uma avaliação clínica completa, que vai orientar na escolha dos exames laboratoriais. Caso na avaliação inicial constatem sinais de tamponamento cardíaco e/ou houver suspeita clínica de pericardite purulenta, o paciente deve ser submetido a uma pericardiocentese. Neste caso duas condutas podem ser recomendadas. A primeira consiste na realização de pericardiocentese percutânea, com análise do líquido pericárdico. Caso o diagnóstico etiológico não seja definido e os sinais de doença ativa persistam por mais de três semanas ou haja recorrência do tamponamento, o paciente deve ser submetido a pericardiostomia por via subxifóide, com realização de biópsia pericárdica. A outra conduta consiste na realização de pericardiostomia subxifóide com biópsia já como procedimento inicial. É mais eficaz na drenagem do derrame, principalmente quando há muita fibrina e aderências pericárdicas, bem como para fins diagnósticos, por permitir a realização de biópsia.
Nos pacientes com derrame pericárdico, sem tamponamento e sem suspeita clínica de pericardite purulenta, a indicação de pericardiocentese (ou pericardiostomia com biópsia) depende dos resultados dos exames laboratoriais e da evolução do paciente. Quando persistem sinais de doenças ativa, com febre, principalmente se associada a outros sintomas sistêmicos como anorexia, emagrecimento, queda do estado geral e derrame pericárdico por mais de 3 a 4 semanas, justifica-se a realização de pericardiocentese ou pericardiostomia, visando principalmente esclarecer a suspeita de tuberculose, de elevada prevalência em nosso meio.
Nos pacientes sem diagnóstico etiológico após pericardiocentese e pericardiostomia cim biópsia, mas que persistem com sinais de doenças ativa por mais de seis semanas,a conduta é controversa. Tuberculose é uma hipótese diagnóstica que não pode ser afastada mesmo com biópsia pericárdica negativa, já que em alguns pacientes o exame de todo o pericárdio (removido em pericardiectomia ou na autópsia) é necessário para se demonstrar a presença desta infecção.

## Derrame pericárdico crônico
Em alguns pacientes o derrame pericárdico, muitas vezes de grande intensidade, apresenta-se como uma doença crônica, de meses e anos de evolução.
São geralmente assintomáticos, sem sinais de doenças ativa, sendo o derrame um achado ocasional. Em alguns casos, predominam sintomas de compressão extracardíaca.
Detalhada investigação etiológica não consegue, na grande maioria, descobrir a causa do derrame, que passa a ser chamado de idiopático. Mas, em raros casos descobre-se hipotireoidismo, toxoplasmose, lúpus ou insuficiência renal. A análise do líquido pericárdico tem capacidade diagnóstica muito baixa.

## Tratamento

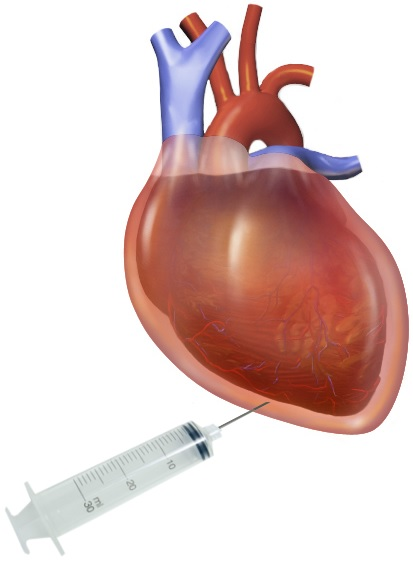
Retirada do líquido acumulado

A abordagem terapêutica do derrame pericárdico inclui medidas gerais e medidas específicas.
As medidas específicas são definidas em função da causa do derrame. As medidas gerais incluem internação hospitalar de todos os pacientes com doença [pericárdica] aguda e derrame pericárdico, com objetivo de facilitar o diagnóstico etiológico e reconhecer rapidamente um eventual tamponamento.
Atividade física pode piorar os sintomas, e por isso recomenda-se o repouso até a febre e a dor desaparecerem. Antiinflamatórios não-esteróides (ácido acetilsalicílico em dose antiinflamatória ou indometacina,na dose de 150 mg/dia) e analgésicos podem ser usados para alívio da dor. Quando a dor é muito intensa e persiste por mais de 48 horas, corticóides podem ser empregados, desde que não haja contra-indicações, em pacientes que apresentam pericardite de causa não-infecciosa.
Nos pacientes com derrame pericárdico crônico, a conduta é controversa. Como na maioria destes pacientes a etiologia não é conhecida, tratamento específico não é possível. Para pacientes assintomáticos com derrames estáveis, alguns autores recomendam apenas evitar o uso de anticoagulantes e observação.